# Ustawa o godle, barwach i hymnie Rzeczypospolitej Polskiej oraz o pieczęciach państwowych
Ustawa z dnia 31 stycznia 1980 r. o godle, barwach i hymnie Rzeczypospolitej Polskiej oraz o pieczęciach państwowych (pierwotny tytuł: Ustawa o godle, barwach i hymnie Polskiej Rzeczypospolitej Ludowej, tytuł w latach 1997-2005: Ustawa o godle, barwach i hymnie Rzeczypospolitej Polskiej) – polska ustawa, uchwalona przez Sejm PRL, regulująca kwestie prawne związane z polskimi symbolami narodowymi:
- barwami RP
- flagą RP
- godłem RP
- hymnem RP.

## Przedmiot regulacji
Ustawa określa:
- symbole narodowe RP
- obowiązki organów państwowych i obywateli względem symboli narodowych
- wygląd barw, flagi i godła RP
- zasady używania flagi i godła RP
- zasady ogłaszania żałoby narodowej
- zasady wykonywania i odtwarzania hymnu RP
- wygląd pieczęci RP, Sejmu, Senatu, Prezydenta RP, innego podmiotu publicznego.

## Załączniki
Ustawa zawiera 5 załączników:
- godło RP;
- barwy RP;
- flaga państwowa RP i flaga państwowa z godłem RP;
- tekst hymnu RP;
- zapis nutowy hymnu RP.

## Nowelizacje
Ustawę znowelizowano wielokrotnie. Ostatnia zmiana weszła w życie w 2025 roku.
- Nowelizacja z 1990 r. wprowadziła obecny wzór godła[2].
- Nowelizacja z 2004 r. ustanowiła Dzień Flagi Rzeczypospolitej Polskiej[3].
- Nowelizacja z 2005 r. ustaliła obecny tytuł ustawy[4].